# 投影法 (地図)
地図学において投影法（とうえいほう）とは3次元立体の表面を2次元の平面上に表現する方法をいう。地図学以外の用例については投影法の項を参照されたい。
地図を作製する場合において、球体の地球をどのように平面の紙に描くか、またその描き方のことをいう。地球儀のように地球を球体のまま縮小して表す場合にはほとんど考慮する必要はないが、平面の紙に描く場合には必ず歪みが生じてしまい、任意の二点間の距離を正しく表示する事はできない。その歪みをいかに小さく使用目的に合わせて地図を描くかが投影法の要でもある。
狭い範囲の地図（市区町村の地図、都道府県の地図など）では、一般的に用いられるどの投影法で地図を作製しても発生する歪みはわずかであり、問題は生じにくい。しかし、日本全図やアジア全図、世界地図のように大きな範囲を1枚の紙に表そうとすると、無視できない大きな歪みが発生するため、地図の目的にあわせて歪み方を選択（図法を選択）する必要が出てくる。

## 分類と命名
地図投影法の名称は、「メルカトル図法」のように発明者等の名前によるものと、「正距方位図法」のように性質または投影の光源の位置に投影面（地図）の形状を足した名前によるものが多い。
性質を表す語は次の例による。
正積 (equal-area)面積が正しく表現されるもの。すなわち、地球上の任意の点のまわりの同じ微小図形が、地図上で同面積で表されるもの。
正角 (conformal)角が正しいもの。すなわち、地球上の任意の点から出る微小線分のなす角が、地図上で同じ角で表現されるもの。数学的には球面から平面への等角写像 (conformal mapping) である。
正距 (equidistant)何らかの基準（方位図法では中心、円錐図法・円筒図法では標準緯線）からの距離が正しく表現される図法。
光源の位置を表す語は次の例による。
心射光源が地球の中心にある場合
平射 (stereographic)光源が基準点と反対側の地球表面にある場合。
正射 (orthographic)光源が基準点と反対側の無限遠点にある場合。すなわち平行光による投影。

## 形状による分類
ここでいう形状とは、投影面（地図）の地球に合わせたときの形状である。
図法の詳細は「地図投影法の一覧」を参照

### 方位図法
方位図法 (azimuthal projection) とは、ある基準点からの方位が正しい図法。投影面は基準点で地球表面に接する平面である。正軸法の場合は、基準点がどちらかの極であり、緯線が同心円として描かれ、経線がその極から放射状に延びる直線として描かれ、2つの経線のなす角が経度の差に等しい。世界図は円形となる。
- 正距方位図法
- ランベルト正積方位図法
- 心射図法
- 平射図法（正角方位図法）
  - ユニバーサル極心平射図法
- 正射図法

### 円筒図法
円筒図法 (cylindrical projection) とは、投影面が地球に巻きつけた円筒状になる図法。正軸法の場合、接線は赤道、経線が等間隔かつ平行な直線として描かれ、緯線がこれらに直交する直線として描かれる。世界図は長方形となる。
- メルカトル図法（正角円筒図法）
  - 横メルカトル図法
    - ガウス・クリューゲル図法
    - ユニバーサル横メルカトル図法（UTM図法）
- ランベルト正積円筒図法
- ミラー図法
- 心射円筒図法
- 平射円筒図法
- 正距円筒図法

### 円錐図法
円錐図法 (conic projection) とは、投影面が地球に巻きつけた円錐状になる図法。正軸法の場合、緯線がどちらかの極を中心とする同心円として描かれ、経線がその極から放射状に延びる直線として描かれるけれど、2つの経線のなす角は経度の差よりは小さい図法。世界図は扇形または円錐台の側面の展開図となる。
- ランベルト正角円錐図法
- ランベルト正積円錐図法
- アルベルス正積円錐図法
- 正距円錐図法
- 正規多円錐図法

### 擬方位図法
ハンメル図法は、ランベルト正積方位図法を変形して擬円筒図法のような形状にしたものである。これは、エイトフ図法が正距方位図法を変形して作られたのを参考にして考案されたものである。元が方位図法なので、擬方位図法と呼ばれる。

### 擬円筒図法
擬円筒図法とは、円筒図法のいずれかの条件を欠くことによって何らかの性質の改善を試みたもの。次の例は、経線を曲線とすることによって、ランベルト正積円筒図法よりは高緯度地方の変形を抑えつつ正積図法となるようにしている。
- サンソン図法
- モルワイデ図法
- グード図法
- エケルト図法

### 擬円錐図法
擬円錐図法とは、円錐図法のいずれかの条件を欠くことによって何らかの性質の改善を試みたもの。
- ボンヌ図法
- 多円錐図法

### その他

#### 混合図法
2種類の投影法の投影式の平均により平面座標を計算したものである。
- ヴィンケル図法

#### 多面体図法
地球を多面体に投影したもので、多面体の各面は主に心射図法となっている。
- ダイマクション地図
- オーサグラフ